# ФК Астон Вила
Астон Вила (енгл. Aston Villa Football Club) је енглески фудбалски клуб из Бирмингема, који се тренутно такмичи у Премијер лиги.
Клуб је промовисан у Премијер лигу као победник баража за пласман у Премијер лигу победивши Дерби Каунти у финалу 2:1 и тако се клуб вратио након 3 сезоне проведене у нижем рангу.
Клуб је основан 1874. године, а своје домаће утакмице од 1897. игра на Вила парку, који има капацитет од 42.788 седећих места. Првак Енглеске је била седам пута, ФА куп је освојен такође седам пута, а има и пет трофеја Лига купа. Највећи успех клуба у европским такмичењима је трофеј Купа шампиона из 1982. и Суперкуп Европе из 1982. године.

## Играчи

### Тренутни састав
Ажурирано: 11. јануар 2020.
| Бр. |                 | Позиција | Играч          |
| --- | --------------- | -------- | -------------- |
| 1   | Енглеска        | Г        | Том Хитон      |
| 2   | Енглеска        | О        | Мети Кеш       |
| 3   | Велс            | О        | Нил Тејлор     |
| 4   | Енглеска        | О        | Езри Конса     |
| 5   | Енглеска        | О        | Тајрон Мингс   |
| 6   | Бразил          | С        | Даглас Луис    |
| 7   | Шкотска         | С        | Џон Мекгин     |
| 8   | Енглеска        | С        | Хенри Ленсбери |
| 9   | Бразил          | Н        | Весли          |
| 10  | Енглеска        | С        | Џек Грилиш     |
| 11  | Енглеска        | Н        | Оли Воткинс    |
| 12  | Енглеска        | Г        | Џед Стир       |
| 14  | Република Ирска | С        | Конор Хурихен  |

| Бр. |              | Позиција | Играч              |
| --- | ------------ | -------- | ------------------ |
| 15  | Буркина Фасо | Н        | Бертран Траоре     |
| 17  | Египат       | Н        | Махмуд Хасан       |
| 19  | Зимбабве     | С        | Накамба            |
| 20  | Енглеска     | С        | Рос Баркли         |
| 21  | Холандија    | Н        | Анвар Ел Гази      |
| 22  | Белгија      | О        | Бјорн Енгелс       |
| 24  | Француска    | О        | Фредерик Гилберт   |
| 26  | Аргентина    | Г        | Емилијано Мартинез |
| 27  | Египат       | О        | Ахмед ел Мухамади  |
| 28  | Хрватска     | Г        | Ловре Калинић      |
| 30  | Енглеска     | О        | Кортни Хаузе       |
| 39  | Енглеска     | Н        | Кинан Дејвис       |
| 41  | Енглеска     | С        | Јакоб Ремзи        |

## Највећи успеси клуба

### Национални
- Прва лига Енглеске / Премијер лига
  - Првак (7) : 1893/94, 1895/96, 1896/97, 1898/99, 1899/00, 1909/10, 1980/81.
  - Вицепрвак (9) : 1888/89, 1902/03, 1907/08, 1910/11, 1912/13, 1913/14, 1930/31, 1932/33, 1992/93.
- Друга лига Енглеске
  - Првак (2) : 1937/38, 1959/60.
  - Вицепрвак (2) : 1974/75, 1987/88.
- ФА куп
  - Освајач (7) : 1886/87, 1894/95, 1896/97, 1904/05, 1912/13, 1919/20, 1956/57.
  - Финалиста (4) : 1891/92, 1923/24, 1999/00, 2014/15.
- Лига куп
  - Освајач (5) : 1960/61, 1974/75, 1976/77, 1993/94, 1995/96.
  - Финалиста (4) : 1962/63, 1970/71, 2009/10, 2019/20.
- ФА Комјунити Шилд
  - Освајач (1) : 1981.
  - Финалиста (3) : 1910, 1957, 1972.

### Међународни
- Куп европских шампиона
  - Освајач (1) : 1981/82.
- Суперкуп Европе
  - Освајач (1) : 1982.
- Интертото куп :
  - Освајач (2) : 2001, 2008.
- Интерконтинентални куп
  - Финалиста (1) : 1982.